# Antonio Carbonaro
Antonio Carbonaro (Cardito, 18 giugno 1927 – Firenze, 29 aprile 1998) è stato un sociologo italiano.

## Biografia

### Gli anni della prima formazione
Nato il 18 giugno 1927 a Cardito, trascorre l'infanzia e l'adolescenza a Fermo, dove la famiglia si è trasferita fin dal 1929. In gioventù si avvicina al pensiero e al movimento anarchico, in una continua ricerca della propria vocazione civile e professionale.
Partecipa alla lotta partigiana nell’87° settore adriatico dal settembre 1943 al 1944.
Nell’immediato dopoguerra, come militante anarchico, prosegue la sua partecipazione civile e politica ed inizia la sua attività intellettuale: sono del 1949 e del 1950 i primi saggi, pubblicati sulla rivista anarchica "Volontà". 
In parallelo, continua la sua attività poetica.

### L'esperienza presso la Olivetti
Nei primi anni ’50 viene assunto dalla Olivetti e ad Ivrea lavorerà dal 1953 al 1955, svolgendo varie mansioni sia presso le Edizioni di Comunità che presso l’ufficio del personale come esperto dei problemi del lavoro e della formazione. Partecipa, inoltre, all’inchiesta sociologica affiancata al Piano regolatore di Ivrea, diretta dal sociologo statunitense Paul Campisi. 
L’esperienza alla Olivetti è per lui significativa sul piano esistenziale – per la rete di rapporti con le personalità che al tempo partecipavano a vario titolo al progetto di Adriano Olivetti - ed anche per la formazione di un approccio sociologico al lavoro da lui inteso non come “merce” o strumento di sopravvivenza e scambio economico, ma come opportunità di crescita, di condivisione e costruzione di una cultura comune.
Ottenuta una borsa di studio dal British Institute, soggiorna a Londra e a Leeds, dedicandosi allo studio dei alcuni casi di industrializzazione. È poi a Milano, come redattore-capo della rivista “Tecnica e Organizzazione”  sempre di ambito olivettiano.
Dalla metà del 1958 fino al maggio del 1960 è a Firenze, come insegnante di relazioni umane presso il Cisv-Olivetti; sempre per la Olivetti, dal 1960 al 1963, tiene corsi di aggiornamento per dirigenti di vario livello negli stabilimenti di Ivrea, Milano, Massa e Pozzuoli. 
Contemporaneamente svolge attività didattica e di ricerca presso istituzioni universitarie e para-universitarie (Scuole Unsas- Unione nazionale per le scuole di assistenza sociale di Firenze e Milano, Istituto di Scienze Politiche dell'Università di Torino con Filippo Barbano, pubblicando saggi e articoli, sia in riviste quali “Scuola e città”, “Tempi moderni”, “Il ponte” che in volumi collettanei. 

### Il ForMez e l’attività accademica
Finita l’esperienza all'Olivetti con le sue dimissioni, accetta la proposta dell’ingegnere Gino Martinoli di dirigere il ForMez, il Centro di formazione e studi della Cassa per il Mezzogiorno, nato in quegli anni per promuovere gli interventi straordinari per il Mezzogiorno e per la formazione dei quadri ad essi preposti, nel quale può proseguire ed approfondire la sua esperienza di formatore nelle organizzazioni lavorative.
Gli studi sull’organizzazione industriale rimangono il suo primario interesse e nel 1992 pubblica con Carlo Catarsi un volume, in cui riflette sui limiti dell’esercizio del potere politico e sui doveri dello Stato nel garantire una giustizia equa.
Corollario di questo ambito di ricerca, ma anche della sua passione civile, è l’interesse per il tema delle diseguaglianze e dell’esclusione, che studia a partire dai meccanismi di riproduzione della povertà e della ricchezza, in ambito nazionale ed internazionale.
È del 1964 la libera docenza in sociologia, prima presso l'Università di Salerno, poi presso quella di Firenze, nella Facoltà di Magistero. A Firenze, ordinario dal 1980, ha continuato il suo insegnamento, presso il Dipartimento di studi sociali (da lui fondato, come Istituto, nel 1967 insieme a Salvo Mastellone) presso la Facoltà di Scienze della formazione, fino alla scomparsa, avvenuta il 29 aprile 1998.

## Biblioteca e archivio personali
Nel 2016, la Biblioteca di scienze sociali dell'Università degli studi di Firenze ha approvato la donazione dell’archivio e di una parte dei libri di Antonio Carbonaro, effettuata dai familiari. Il fondo librario è composto da 661 monografie e 119 fascicoli di riviste di sociologia.
L’archivio raccoglie i materiali di studio e di ricerca, la corrispondenza e le poesie accumulati ed ordinati da Carbonaro stesso, dal 1944 fino alla sua morte. L'inventario è consultabile on line sul portale dell'Università di Firenze :Chartae, dedicato al patrimonio archivistico dell'Ateneo.

## Opere
- Francesco Brambilla, Antonio Carbonaro e Angelo Pagani, Introduzione alla ricerca sociologica, Firenze, La Nuova Italia, 1958.
- L’impiego istituzionale dei sociologi nella Società Olivetti, in Luciano Gallino (a cura di), L’industria e i sociologi, Edizioni di Comunità, Milano, 1962.
- Giovani in provincia, Firenze, La Nuova Italia, 1962b.
- Struttura sociale e socializzazione, Firenze, La Nuova Italia, 1965.
- L'integrazione dei lavoratori nell’azienda industriale, in "Formazione e lavoro", n.18, marzo- aprile 1966.
- L’Italia cambia, La Nuova Italia, Firenze 1971.
- Antonio Carbonaro, Arnaldo Nesti, La cultura negata, Guaraldi, Firenze 1975.
- Povertà e classi sociali, Milano, Franco Angeli, 1979..
- Prospettive sociologiche nella crisi della società italiana, Milano, Franco Angeli, 1983.
- Istruzioni e governabiltà: alcune critiche a una proposta di Luhmann, in Sociologia del diritto, vol. 10, 1984.
- Antonio Carbonaro et al., Professionalità ed esigenze di formazione degli insegnanti, Centro 2P, Firenze 1985.
- Resoconto sul valore euristico di una transdisciplinarietà psico-sociologica, in Franca Bimbi, Vittorio Capecchi (a cura di),Strutture e strategie della vita quotidiana, Franco Angeli, Milano 1986.
- La legittimazione del potere, Franco Angeli, Milano, 1986b.
- Etica dell’emancipazione e componenti libertarie, in "Religioni e società”, a. IV, n. 11, 1991.
- Riflessioni sociologiche su contrattualismo e neocontrattualismo, in Antonio Carbonaro, Carlo Catarsi (a cura di),Contrattualismo e scienze sociali, Franco Angeli, Milano 1992.
- Riproduzioni sociali, vita quotidiana e soggetti collettivi nella sociologia italiana degli anni ottanta, in Luciano Gallino (a cura di),Percorsi della sociologia italiana, Franco Angeli, Milano 1992b.
- Introduzione, in Antonio Carbonaro, Carla Facchini (a cura di),Biografie e costruzione dell’identità, Franco Angeli, Milano 1993.
- Tra “madre” e “padre”, in Antonio Carbonaro, Andrea Spini (a cura di),Identità/Conversione, Franco Angeli, Milano 1998.

### Poesie
- Tracce in acquario, Stamperia dell’Arancio, Ascoli Piceno 1994.
- Dal cedro a Margherita. Poesie 1944-1996, Ibiskos, Empoli 1997.